# François-Joseph Servois
Pour les articles homonymes, voir Servois.
François-Joseph Servois est un mathématicien français né à Mont-de-Laval (Doubs) le 19 juillet 1767 ou 1768,, et mort dans la même ville en 1847.

## Un itinéraire singulier
Servois, d'origine modeste, étudie dans diverses écoles presbytérales de la région. Il est admis au séminaire de Besançon en 1786 et est ordonné en 1789. Prêtre constitutionnel, il exerce comme vicaire à l'église Notre-Dame de Besançon puis comme vicaire épiscopal du Jura à Saint-Claude. Il abandonne la carrière religieuse pour intégrer le 5 mars 1794 l'école de l'artillerie de Châlons.
Au-delà de la difficulté d'exercer le métier de prêtre sous la Terreur, il faut voir dans ce revirement un désir de servir et surtout un goût prononcé pour les mathématiques. Servois a étudié et exercé à Besançon à un moment où le mathématicien Lacroix enseignait les mathématiques à l'école d'artillerie de Besançon. Il a pu être encouragé à parfaire son éducation mathématique et à changer d'orientation. Lorsque Servois intègre l'école de Châlons, Lacroix est justement examinateur de l'entrée aux écoles d'artillerie. Servois ne passe que quelques mois à l'école et intègre comme 2e lieutenant le 1er régiment d'artillerie à pied.
Il est versé dans l'armée du Rhin et prend part à la bataille de Neuwied (1796-97). Le 7 juillet 1801, au retour de la paix, Servois, sur recommandation d’Adrien-Marie Legendre, est affecté à l'école d'artillerie de Besançon en tant que professeur. Au cours des années suivantes, il intervient dans les autres écoles de cette arme : Châlons (mars-décembre 1802), puis surtout Metz (décembre 1802 - février 1808), et enfin La Fère (février 1808-1814). À la fin de la Campagne de France (1814), il prend part à la défense de Paris en mars. Il reprend en 1815 ses cours à l'École de la Fère puis, au début de la Restauration, à l’École d'application de l'artillerie et du génie.
Retiré du service militaire actif en 1816, il assume la fonction de conservateur du musée de l'Artillerie à Saint-Thomas d'Aquin jusqu'en 1827. Il a publié la première notice abrégée des collections de ce musée en 1825.

## Un mathématicien reconnu
Servois fit des recherches sur la géométrie projective, les équations fonctionnelles et les nombres complexes et fut sur le point de découvrir les quaternions avant Hamilton.
Il introduisit le mot « pôle » en géométrie projective,,. C'est aussi à lui qu'on doit les mots « commutatif » et « distributif »,.
Le 23 novembre 1813, il fit part à Gergonne de ses doutes sur la fécondité de l'interprétation géométrique par Argand des nombres complexes : « […] j'avoue que je ne vois encore, dans cette notation, qu'un masque géométrique appliqué sur des formes analytiques dont l'usage immédiat me semble plus simple et plus expéditif » et celui-ci publia sa lettre, l'accompagnant de commentaires modérateurs.
Il était considéré comme un expert par les mathématiciens de son temps et Poncelet, écrivant son Traité des propriétés projectives des figures, le consulta à plusieurs reprises. Servois fournit des articles pour le volume Artillerie de l'Encyclopédie méthodique.